# Fokker E.IV
El Fokker E.IV fue la variante final del avión de combate Eindecker que fue operado por Alemania durante la Primera Guerra Mundial.

## Diseño y desarrollo

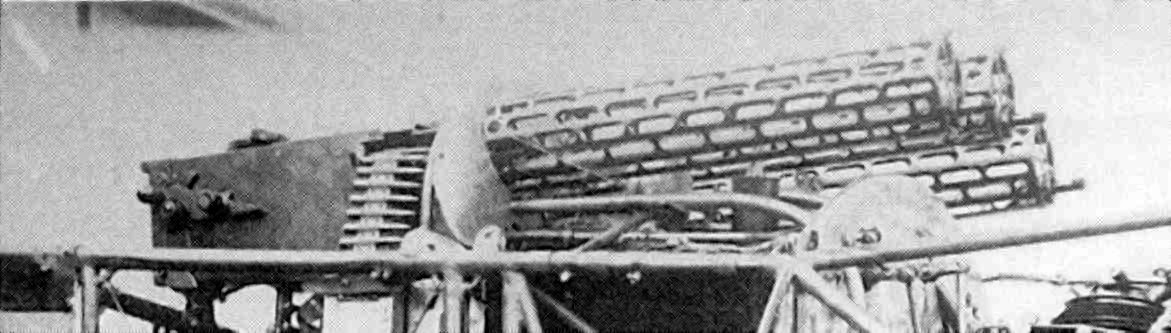
El trío de ametralladoras lMG 08 supuestamente en el E.IV de Kurt Wintgens.

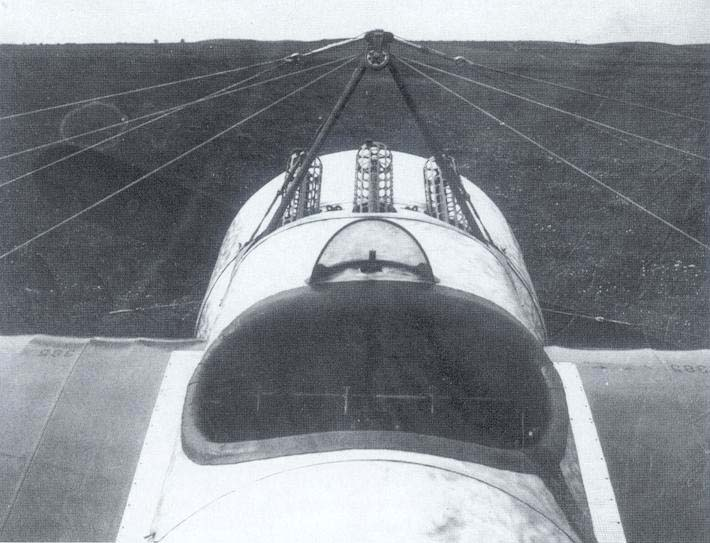
El armamento original «Triple-Spandau» del Fokker E.IV, antes de que se retirara el arma de babor.

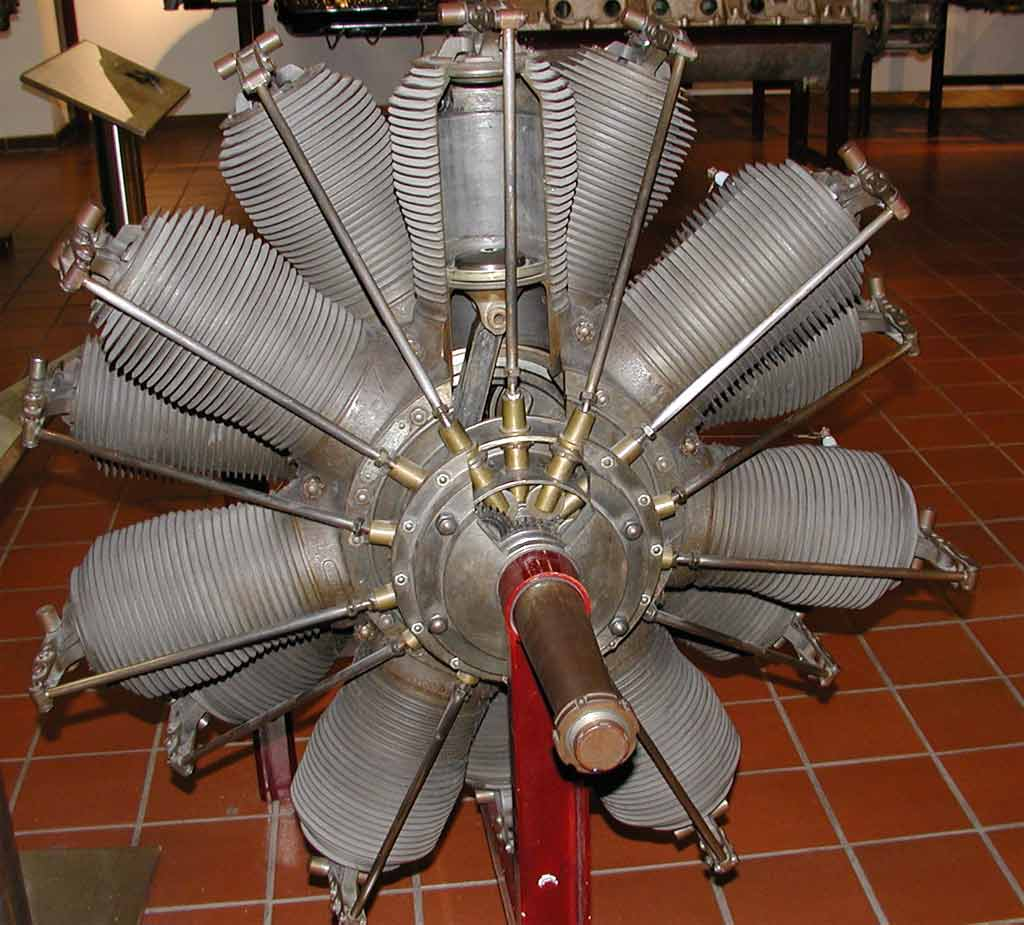
Motor alemán Oberursel U.III en museo.

Dada la designación Fokker de «M.15», el E.IV era esencialmente un Fokker E.III alargado impulsado por el motor rotativo de 14 cilindros Oberursel U.III de 119 kW (160 hp), una copia del Gnome Double Lambda. El motor más potente permitió al «Eindecker» llevar dos o tres ametralladoras 7,92 × 57 mm, lo que aumentó su potencia de fuego y proporcionó redundancia si un arma se atascaba, algo frecuente en aquel momento. Sin embargo, el «E.IV» era un diseño con problemas y nunca logró el éxito de su predecesor y pronto fue superado por los aviones de combate franceses y británicos.
El prototipo «E.IV» fue aceptado para ser probado por la Inspektion der Fliegertruppen alemana en septiembre de 1915. Se equipó con tres ametralladoras Spandau IMG-8 de 7,92 mm montadas para disparar hacia arriba a 15°. Anthony Fokker mostró el E.IV en Essen, pero el complicado engranaje de triple sincronización falló y la hélice se dañó. Se cree que la eliminación de la ametralladora del lado izquierdo se hizo primero en el «E.IV» de Oswald Boelcke, que se cree que llevó el 'IdFlieg serie 123/15', con un sistema de sincronización doble más simple usado en la línea central y una Spandau MG 08 en el lado derecho. El montaje de ametralladoras dobles sincronizadas MG 08 «Spandau» hacia adelante se convirtió en el armamento estándar para las «E.IV» en producción y, de hecho, para todos los cazas biplanos alemanes de tipo D posteriores. La inclinación de las armas también fue abandonada.

## Historial operacional
El prototipo modificado se sometió a una evaluación de combate en el  Frente Occidental por parte del Oberleutnant Otto Parschau en octubre de 1915, lo que lo convierte en el primer caza de doble arma en servicio. El destacado as alemán Oswald Boelcke evaluó el E.IV en la fábrica de Fokker en Schwerin en noviembre. Los pilotos descubrieron que el montaje del Oberursel U.III, mucho más pesado, en el fuselaje del avión Eindecker no produjo un mejor avión, un piloto lo describió como «prácticamente un motor volador». Las fuerzas inercia y giroscópica de la masa giratoria hicieron que el «E.IV» fuera menos maniobrable que el «E.III» y cualquier pérdida de eficiencia del motor, notoriamente poco fiable, hizo que la aeronave fuera prácticamente incontrolable, lo que requería que el motor estuviera apagado. Girar bajo tales condiciones fue extremadamente difícil porque el E.IV todavía usaba la deformación de las alas en lugar de los alerones. Además, el motor funcionó bien cuando era nuevo, pero perdió potencia después de unas pocas horas de funcionamiento.
Solo se construyeron 49 «E.IV» de la producción total de Eindecker de 416 aviones. Más de la mitad de los «E.IV» entraron en servicio en junio de 1916 y los últimos fueron entregados en diciembre de 1916, momento en el cual quedaron obsoletos.

## Operadores
Imperio Alemán
- Luftstreitkräfte operó con 48 aviones.
- Kaiserliche Marine recibió un avión.

## Especificaciones (E.IV)

### Características generales
- Tripulación: 1
- Longitud: 7,5 m
- Envergadura: 10 m
- Altura: 2,7 m
- Área de ala: 15,9 m2
- Peso en vacío: 466 kg
- Peso máximo de despegue: 724 kg
- Motor: 1 × Oberursel U.III rotatorio de 14 cilindros en doble estrella refrigerado por aire, 119 kW (160 CV).

### Actuación
- Velocidad máxima: 170 km/h
- Alcance: 240 km
- Techo de servicio: 3960 m
- Velocidad de ascenso: 4,2 m/s

### Armamento
Ametralladoras: 2/3 LMG 08 «Spandau»